# Peruvian Airlines
Peruvian Airlines war eine peruanische Regionalfluggesellschaft mit Sitz in Lima und Basis auf dem Jorge Chávez International Airport.

## Geschichte
Peruvian Airlines wurde bereits 2007 gegründet, jedoch erfolgte die Lizenzierung erst zwei Jahre später. Sie bot zuerst Flüge zu verschiedenen Zielen im Inland an. Als die Gesellschaft 2009 ihren Betrieb aufnahm, gehörten ihr nur vier Flugzeuge, später wurde die Flotte stetig vergrößert.
Im August 2011 wurde der Gesellschaft aufgrund massiver Sicherheitsbedenken ein Flugverbot von zunächst 90 Tagen auferlegt, um Mängel beseitigen zu lassen. Dem vorausgegangen waren eine Notlandung sowie ein Vorfall, bei dem an einer abgestellten Maschine ein Triebwerk ohne äußere Einwirkung abfiel.
Am 21. Oktober 2011 erhielt Peruvian neue Lizenzen und betrieb danach wieder ihre Boeing 737-300, während die Boeing 737-200 der Gesellschaft weiterhin gegroundet blieben. Anfang 2012 wurden schließlich auch die Boeing 737-200 wieder in Betrieb genommen.
Die Gesellschaft schaffte es 2013 unter die 10 besten Fluggesellschaften Südamerikas (SkyTrax) und wurde zur zweitbesten Regionalfluggesellschaft des Kontinents nominiert (Skytrax).
Am 4. Oktober 2019 wurde der Flugbetrieb wegen mangelnder Liquidität eingestellt. Dies geschah, nachdem die peruanische Zollbehörden auf die Bankkonten der Gesellschaft zugegriffen und sie eingefroren hatten. Zu diesem Zeitpunkt hatten für Passagierflüge vier B737-300, zwei B737-300(QC), eine B737-400 und fünf B737-500 im Einsatz gestanden.

## Flugziele
Von ihrer Basis in Lima aus bot Peruvian Airlines Inlandsflüge nach und zwischen Arequipa, Cusco, Iquitos, Huancajo, Pucallpa, Piura, Tacna und Tarapoto an. Als erstes internationales Ziel wurde Ende 2014 La Paz in Bolivien ins Netz aufgenommen. Außerdem wurden zusätzlich Ziele im Codeshare-Abkommen mit StarPerú angeboten.

## Flotte
Mit Stand April 2019 bestand die Flotte der Peruvian Airlines aus 15 Flugzeugen mit einem Durchschnittsalter von 30,7 Jahren:
| Flugzeugtyp       | Anzahl | bestellt | Anmerkungen                                           | Sitzplätze | Durchschnittsalter |
| ----------------- | ------ | -------- | ----------------------------------------------------- | ---------- | ------------------ |
| Boeing 737-300    | 5      |          | 1 inaktiv; eine mit Winglets ausgestattet             | 140 144    | 28,3 Jahre         |
| Boeing 737-300QC  | 2      |          | 1 inaktiv; für Passagier- und Frachtzwecke verwendbar | 144        | 28,3 Jahre         |
| Boeing 737-400    | 1      |          | betrieben für Sunrise Airways                         | 176        | 22,3 Jahre         |
| Boeing 737-500    | 5      |          | eine inaktiv                                          | 120        | 28,1 Jahre         |
| Douglas DC-8-73CF | 2      |          | inaktiv; eine geleast von Skybus Jet Cargo            | Cargo      | 50,1 Jahre         |
| Gesamt            | 15     | 0        |                                                       |            |                    |

Zuvor wurden auch Flugzeuge des Typs Boeing 737-200 eingesetzt.

## Zwischenfälle
- Am 28. März 2017 kam eine Boeing 737-300 der Peruvian Airlines (Luftfahrzeugkennzeichen OB-2036-P) bei der Landung auf dem Flughafen Jauja (Peru) von der Bahn ab. Alle 142 Passagiere und 7 Besatzungsmitglieder konnten evakuiert werden, die Maschine brannte jedoch vollkommen aus.[9]